# Petrel klifowy
Petrel klifowy (Pterodroma pycrofti) – gatunek średniej wielkości ptaka oceanicznego z rodziny burzykowatych (Procellariidae).

## Występowanie
Występuje na kilkunastu wyspach położonych u północno-wschodnich wybrzeży nowozelandzkiej Wyspy Północnej. Zazwyczaj preferuje tereny w okolicy głębszej wody przy szelfie. Po sezonie lęgowym migruje na północ w rejony wysp centralnego Pacyfiku, czasami widywany jest również u wybrzeży USA oraz Japonii.

## Systematyka
Nie wyróżnia się podgatunków.

## Charakterystyka

### Morfologia
Długość ciała 26–28 cm, rozpiętość skrzydeł 53 cm; masa ciała 112–201 g.
Ma ciemny grzbiet, zwykle czarno-brązowy, oraz biały spód ciała. Dolne brzegi skrzydeł również są ciemne. Ma wąskie skrzydła i spiczasty ogon. Jego dziób jest czarny i ma długość około 2–2,5 cm. Obie płcie są do siebie podobne.

### Dieta
Żywią się głównie skorupiakami oraz małymi kałamarnicami. Raczej nie nurkują lub nurkują na niewielką głębokość. Szukają pożywienia, przemierzając duże odległości.

### Rozmnażanie

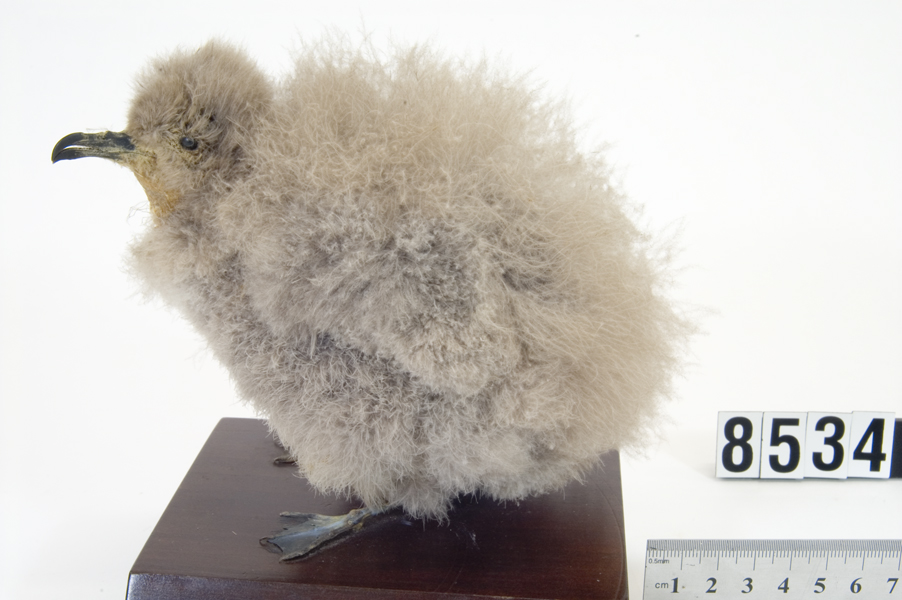
Pisklę z kolekcji muzealnej

Ich sezon lęgowy trwa od października do kwietnia, jednak jaja składają jedynie w listopadzie i grudniu. Zakładają gniazda w norach, które czasami są bardzo krótkie. Gniazdo jest dobrze wyścielone. Samica składa jedno jajo, które ma 48 mm długości oraz 35 mm szerokości. Jest ono wysiadywane przez około 45 dni przez oboje rodziców. Pisklę jest karmione co 2 dni, a na jeden posiłek otrzymuje średnio 34 g pożywienia. Staje się w pełni opierzone i niezależne od rodziców po 77–84 dniach od wyklucia. Ptaki te osiągają dojrzałość płciową w wieku 3 lat, ale niektóre osobniki po raz pierwszy przystępują do rozrodu znacznie później.

### Styl życia
Prowadzą nocny tryb życia. Są monogamistami.

## Status
W Czerwonej księdze gatunków zagrożonych IUCN petrel klifowy jest klasyfikowany jako gatunek narażony na wyginięcie (VU, Vulnerable). W 2012 roku szacowano liczebność populacji na 12–22 tysięcy dorosłych osobników. Jej trend oceniany jest jako wzrostowy w związku z wytępieniem szczurów.